# Sandwichspread
Sandwich Spread is smeerbaar broodbeleg op basis van slasaus. Sandwich Spread is een merknaam van de firma Heinz. Ook andere fabrikanten maken dit broodbeleg, maar mogen het geen 'Sandwich Spread' noemen.
Er zijn meerdere varianten in de handel. Zout, zoetstoffen en kruiden zijn belangrijke smaakmakers. De varianten kunnen verder onder meer komkommer, augurk, witte kool, ui, wortel, rode paprika, of ei bevatten, afhankelijk van de soort. Als smaakmakers worden onder meer mosterd, zout, suiker en azijn toegevoegd. Alle ingrediënten zijn in stukjes gesneden ter grootte van enkele millimeters. 
Sandwich Spread is een hartig broodbeleg dat weinig of geen dierlijke producten bevat. Het wordt verkocht in glazen potten.